# Agrias ambiguus
Agrias ambiguus är en fjärilsart som beskrevs av Biedermann 1927. Agrias ambiguus ingår i släktet Agrias och familjen praktfjärilar. Inga underarter finns listade i Catalogue of Life.